# 小田村事件
小田村事件（おだむらじけん）は、1938年、東京帝国大学の一部教官による授業内容を学生が反国体的として糾弾、退学処分になった事件。

## 背景
1930年代の東京帝大においては右に国家主義的思想が勢力を強め殊に帝大法学部で主流学説として教えられ明治憲法下の立憲君主制を支える学説となっていた天皇機関説が1935年の国体明徴声明で否定される一方で、左にマルクス主義的思想の影響が及び折からの無産政党の伸長に呼応してインテリ層の支持を得ていた。東京帝大内でも国家主義・マルクス主義・自由主義の三者の立場に立つ教官・学生が互いに批判し合い、対立が深まっていった。

## 事件
1938年に東京帝大法学部学生だった小田村寅二郎が雑誌『いのち』に論文「東大法学部における講義と学生思想生活」を発表、自由主義派の学者たちの弛緩した言動と「言論の自由」の大義の下に自浄作用が働かない学問の現場を激しく非難した。
例えば、横田喜三郎（国際法）についてはその講義中に日本の文明度は「ブラジルの文化に比すべきもの」と侮蔑的嘲笑を込めて言及したと非難し、宮澤俊義（憲法）に対しては講義で天皇の統治大権について一切触れず国体機関説論争を意図的に回避したと糾弾した。小田村の非難は河合栄治郎・矢部貞治・蠟山政道にまで及び自由主義派さらには社会民主主義派を激しい口調で槍玉に挙げるものだった。
この論文が問題になって小田村は帝大法学部長・田中耕太郎に呼び出しを喰らい、論文の内容には一切触れぬまま「恩師を誹謗し、師弟道に反した」との理由で無期停学処分となった。これに対して国家主義派の学生が小田村に加勢し、彼らが中心となって学内公認団体「東大精神科学研究会」を結成。政軍関係や立憲主義についての教官の言動を"研究"しながら10月に月刊誌『学生生活』を創刊し全国の大学・専門学校の学生から多くの支持を得た。1940年5月時点で『学生生活』を購読する学生は2000人を超え、これを受けて小田村らは近衛文麿らを顧問に迎えて「日本学生協会」を設立。社会人を交えて「日本の歴史と伝統に基づく学風改革、政策研究」団体とした。
しかし帝大内部では平賀粛学以降は学内の統制が強まり、1940年10月に大政翼賛会が成立すると日本学生協会も解散対象となって文部省と激しく対立。小田村は11月26日付で帝大を退学処分になる。これと前後して全国の協会所属の学生への締め付けは強められた。

## 後史
1941年の時点で会員数は4000人、全大学生の2.1%に達していた。1月、小田村は社会人向けのシンクタンク「精神科学研究所」を創設、日華事変を意図的に長期化させているとして政府内の"社会主義者分子"に対して攻撃を続ける。しかし小田村らの活動は国策を変えるには至らず、日米開戦後の1943年2月に学協・精研メンバーが一斉検挙。小田村らの一派は、戦後の公職追放・逆コースを経て1956年に「国民文化研究会」を結成するまで雌伏を続けることになる。